# Dolls (2002)
Dolls é um filme japonês de 2002 escrito, editado e dirigido por Takeshi Kitano. Tripartido, o filme apresenta três conjuntos de personagens.